# Thlaspi zaffranii
Thlaspi zaffranii là một loài thực vật có hoa trong họ Cải. Loài này được (F.K.Mey.) Greuter & Burdet miêu tả khoa học đầu tiên năm 1986.